# Coudures
Coudures est une commune du Sud-Ouest de la France, située dans le département des Landes (région Nouvelle-Aquitaine).

## Géographie

### Localisation
Commune située dans le sud-est du département des Landes, avec sa préfecture Mont-de-Marsan à 26 km au nord, Aire-sur-l'Adour (et l'autoroute A65) à 27 km à l'est, Saint-Sever à 10 km au nord-ouest, Hagetmau à 9 km au sud-ouest et Dax à 51 km à l'ouest (distances par route).
Le village est dans la vallée du Gabas (affluent de l'Adour), en rive droite (côté nord-est), à l'endroit de la confluence avec le Bas, tributaire du Gabas.
La commune est dans la région du Tursan, dans le vignoble de Tursan.

### Communes limitrophes
Les communes limitrophes sont  Aubagnan, Eyres-Moncube, Sainte-Colombe, Sarraziet, Serres-Gaston et Vielle-Tursan.
| Eyres-Moncube  | Sarraziet |               |
| Sainte-Colombe | Coudures  | Vielle-Tursan |
| Serres-Gaston  | Aubagnan  |               |

### Géologie et relief
La commune est située sur l'anticlinal d'Audignon constitué de grès éocène (Ilerdien) qui affleure sur la commune.

#### Le «grès de Coudures»
Le « grès de Coudures » ou « pierre de Coudures » date de l'Ilerdien, subdivision de l'Éocène (noté « e3b », en marron dans les cartes géologiques). C'est un grès quartzitique très dur, à cassure blanche ou rosée, qui se présente sous forme de blocs allongés de 5 à 10 m. Localement cette pierre est appelée peyre d'azou (pierre d'âne) car elle considérée comme impropre à la construction. Mais elle était exploitée autrefois pour faire des pavés, notamment à l'ouest de Coudures en rive droite du Gabas , en aval de Sainte-Colombe dans les bois proches de Mounon et au nord-ouest de Saint-Aubin.

### Hydrographie
La commune est arrosée par le Gabas, affluent de l'Adour, et par son tributaire (rive droite) le Bas.

### Climat
Pour des articles plus généraux, voir Climat de la Nouvelle-Aquitaine et Climat des Landes.
Historiquement, la commune est exposée à un climat océanique aquitain.  
En 2020, Météo-France publie une typologie des climats de la France métropolitaine dans laquelle la commune est exposée à un climat océanique et est dans la région climatique  Aquitaine, Gascogne, caractérisée par une pluviométrie abondante au printemps, modérée en automne, un faible ensoleillement au printemps, un été chaud (19,5 °C), des vents faibles, des brouillards fréquents en automne et en hiver et des orages fréquents en été (15 à 20 jours).
Pour la période 1971-2000, la température annuelle moyenne est de 13,3 °C, avec une amplitude thermique annuelle de 14,3 °C. Le cumul annuel moyen de précipitations est de 1 099 mm, avec 12,3 jours de précipitations en janvier et 7,6 jours en juillet. Pour la période 1991-2020, la température moyenne annuelle observée sur la station météorologique la plus proche, située sur la commune d'Urgons à 8 km à vol d'oiseau, est de 14,0 °C et le cumul annuel moyen de précipitations est de 1 009,4 mm,. Pour l'avenir, les paramètres climatiques de la commune estimés pour 2050 selon différents scénarios d'émission de gaz à effet de serre sont consultables sur un site dédié publié par Météo-France en novembre 2022.

## Urbanisme

### Typologie
Au 1er janvier 2024, Coudures est catégorisée commune rurale à habitat dispersé, selon la nouvelle grille communale de densité à sept niveaux définie par l'Insee en 2022.
Elle est située hors unité urbaine. Par ailleurs la commune fait partie de l'aire d'attraction de Mont-de-Marsan, dont elle est une commune de la couronne,. Cette aire, qui regroupe 101 communes, est catégorisée dans les aires de 50 000 à moins de 200 000 habitants,.

### Occupation des sols

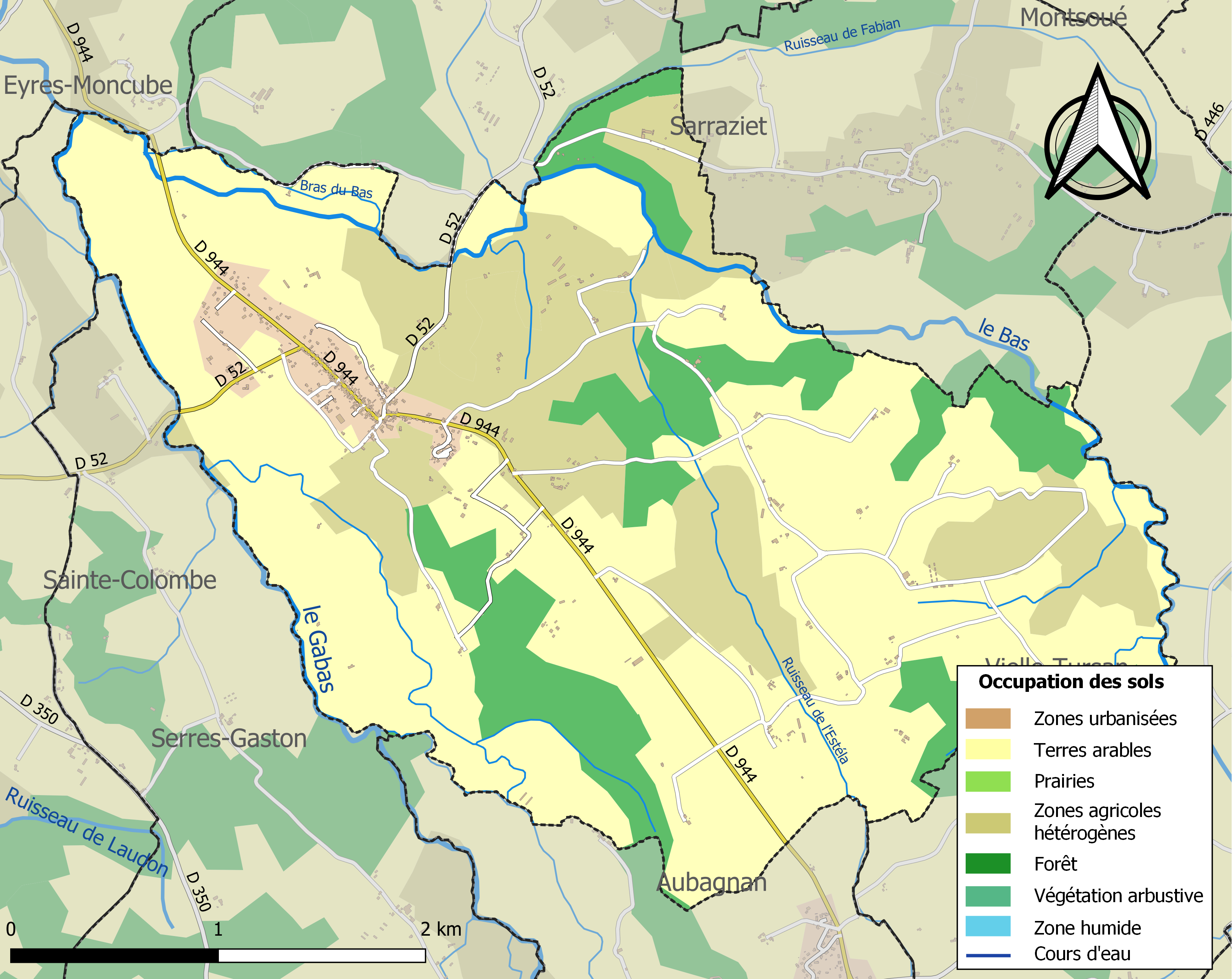
Carte des infrastructures et de l'occupation des sols de la commune en 2018 (CLC).

L'occupation des sols de la commune, telle qu'elle ressort de la base de données européenne d’occupation biophysique des sols Corine Land Cover (CLC), est marquée par l'importance des territoires agricoles (81,9 % en 2018), en augmentation par rapport à 1990 (75,2 %). La répartition détaillée en 2018 est la suivante : 
terres arables (57,8 %), zones agricoles hétérogènes (24,2 %), forêts (14,2 %), zones urbanisées (3,8 %). L'évolution de l’occupation des sols de la commune et de ses infrastructures peut être observée sur les différentes représentations cartographiques du territoire : la carte de Cassini (XVIIIe siècle), la carte d'état-major (1820-1866) et les cartes ou photos aériennes de l'IGN pour la période actuelle (1950 à aujourd'hui).

### Voies de communication et transports

#### Voies
| 45 odonymes recensés à Coudures au 30 décembre 2013 | 45 odonymes recensés à Coudures au 30 décembre 2013 | 45 odonymes recensés à Coudures au 30 décembre 2013 | 45 odonymes recensés à Coudures au 30 décembre 2013 | 45 odonymes recensés à Coudures au 30 décembre 2013 | 45 odonymes recensés à Coudures au 30 décembre 2013 | 45 odonymes recensés à Coudures au 30 décembre 2013 | 45 odonymes recensés à Coudures au 30 décembre 2013 | 45 odonymes recensés à Coudures au 30 décembre 2013 | 45 odonymes recensés à Coudures au 30 décembre 2013 | 45 odonymes recensés à Coudures au 30 décembre 2013 | 45 odonymes recensés à Coudures au 30 décembre 2013 | 45 odonymes recensés à Coudures au 30 décembre 2013 | 45 odonymes recensés à Coudures au 30 décembre 2013 | 45 odonymes recensés à Coudures au 30 décembre 2013 | 45 odonymes recensés à Coudures au 30 décembre 2013 |
| Allée                                               | Avenue                                              | Bld                                                 | Chemin                                              | Clos                                                | Impasse                                             | Passage                                             | Place                                               | Quai                                                | Rd-point                                            | Route                                               | Rue                                                 | Square                                              | Villa                                               | Autres                                              | Total                                               |
| --------------------------------------------------- | --------------------------------------------------- | --------------------------------------------------- | --------------------------------------------------- | --------------------------------------------------- | --------------------------------------------------- | --------------------------------------------------- | --------------------------------------------------- | --------------------------------------------------- | --------------------------------------------------- | --------------------------------------------------- | --------------------------------------------------- | --------------------------------------------------- | --------------------------------------------------- | --------------------------------------------------- | --------------------------------------------------- |
| 0                                                   | 1                                                   | 0                                                   | 29                                                  | 0                                                   | 2                                                   | 0                                                   | 2                                                   | 0                                                   | 0                                                   | 7                                                   | 3                                                   | 0                                                   | 0                                                   | 1                                                   | 45                                                  |
| Notes « N »                                         | Notes « N »                                         | 1. 2. 3. 4. 5.                                      | 1. 2. 3. 4. 5.                                      | 1. 2. 3. 4. 5.                                      | 1. 2. 3. 4. 5.                                      | 1. 2. 3. 4. 5.                                      | 1. 2. 3. 4. 5.                                      | 1. 2. 3. 4. 5.                                      | 1. 2. 3. 4. 5.                                      | 1. 2. 3. 4. 5.                                      | 1. 2. 3. 4. 5.                                      | 1. 2. 3. 4. 5.                                      | 1. 2. 3. 4. 5.                                      | 1. 2. 3. 4. 5.                                      | 1. 2. 3. 4. 5.                                      |
| Sources : rue-ville.info & OpenStreetMap            |                                                     |                                                     |                                                     |                                                     |                                                     |                                                     |                                                     |                                                     |                                                     |                                                     |                                                     |                                                     |                                                     |                                                     |                                                     |

### Risques naturels et technologiques
Le territoire de la commune de Coudures est vulnérable à différents aléas naturels : météorologiques (tempête, orage, neige, grand froid, canicule ou sécheresse), inondations, mouvements de terrains et séisme (sismicité faible). Il est également exposé à un risque technologique, le transport de matières dangereuses. Un site publié par le BRGM permet d'évaluer simplement et rapidement les risques d'un bien localisé soit par son adresse soit par le numéro de sa parcelle.

#### Risques naturels
Certaines parties du territoire communal sont susceptibles d’être affectées par le risque d’inondation par débordement de cours d'eau, notamment le Gabas et le Bas. La commune a été reconnue en état de catastrophe naturelle au titre des dommages causés par les inondations et coulées de boue survenues en 1999, 2009 et 2018,.
Les mouvements de terrains susceptibles de se produire sur la commune sont des affaissements et effondrements liés aux cavités souterraines (hors mines) et des tassements différentiels. Par ailleurs, afin de mieux appréhender le risque d’affaissement de terrain, un inventaire national permet de localiser les éventuelles cavités souterraines sur la commune.

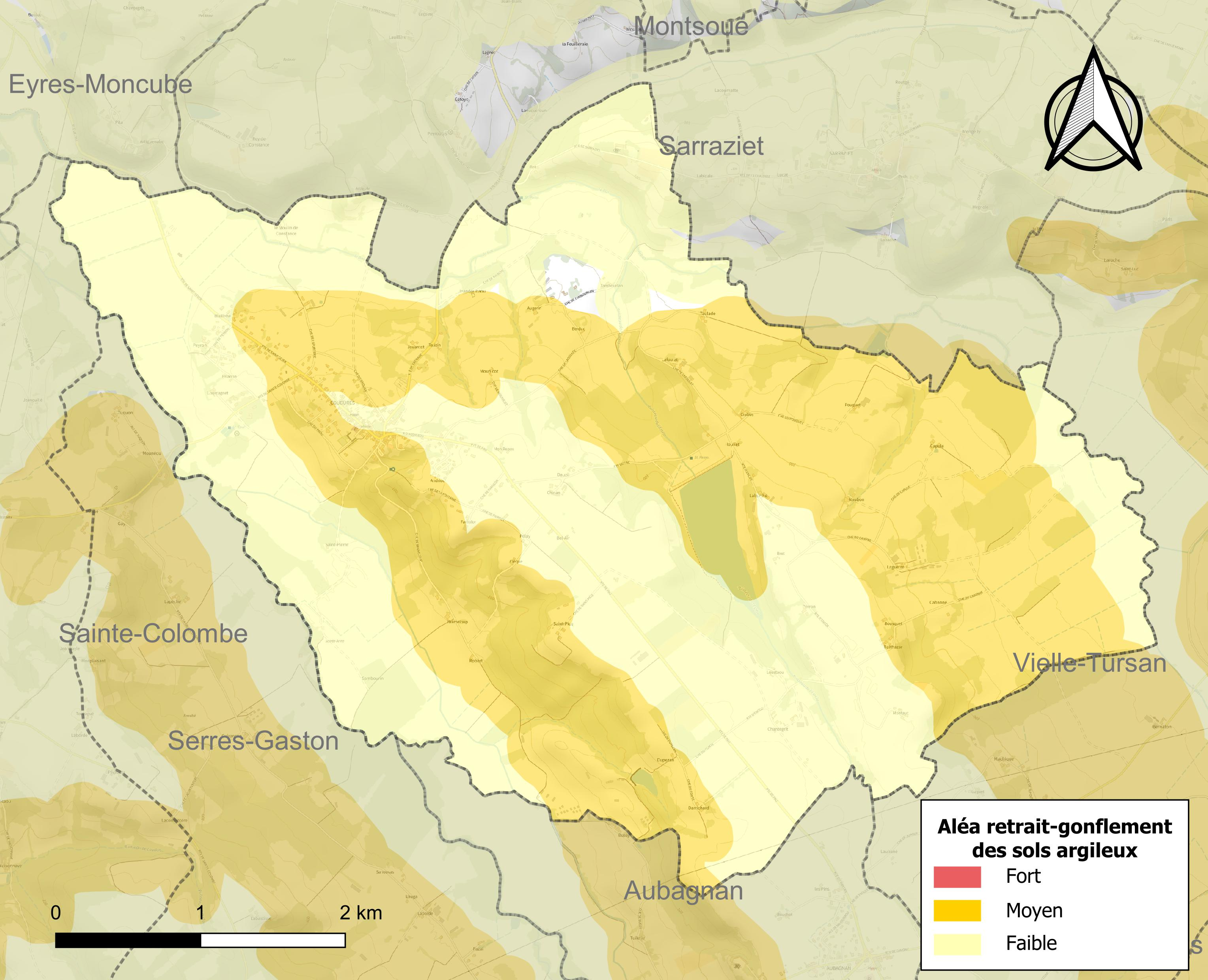
Carte des zones d'aléa retrait-gonflement des sols argileux de Coudures.

Le retrait-gonflement des sols argileux est susceptible d'engendrer des dommages importants aux bâtiments en cas d’alternance de périodes de sécheresse et de pluie. 48,1 % de la superficie communale est en aléa moyen ou fort (19,2 % au niveau départemental et 48,5 % au niveau national). Sur les 248 bâtiments dénombrés sur la commune en 2019, 123 sont en aléa moyen ou fort, soit 50 %, à comparer aux 17 % au niveau départemental et 54 % au niveau national. Une cartographie de l'exposition du territoire national au retrait gonflement des sols argileux est disponible sur le site du BRGM,.
Concernant les mouvements de terrains, la commune a été reconnue en état de catastrophe naturelle au titre des dommages causés par la sécheresse en 1989 et par des mouvements de terrain en 1999.

#### Risques technologiques
Le risque de transport de matières dangereuses sur la commune est lié à sa traversée par une ou des infrastructures routières ou ferroviaires importantes ou la présence d'une canalisation de transport d'hydrocarbures. Un accident se produisant sur de telles infrastructures est susceptible d’avoir des effets graves sur les biens, les personnes ou l'environnement, selon la nature du matériau transporté. Des dispositions d’urbanisme peuvent être préconisées en conséquence.

## Histoire
17 juillet 1974 : 19éme étape du Tour de France, à Coudures (département des Landes), les voitures et motos de la caravane du Tour (une vingtaine) sont victimes de crevaisons à la suite de clous jetés sur la chaussée par les agriculteurs manifestants. À l'issue c'est Francis Campaner qui sera vainqueur de l'étape et Eddy Merckx remportera cette édition du Tour de France 1974.
source : ina.fr

## Politique et administration
| Période   | Période  | Identité                 | Étiquette | Qualité             |
| --------- | -------- | ------------------------ | --------- | ------------------- |
| 1790      | 1791     | Jean Duplantier          |           |                     |
| 1791      | 1792     | Antonin Destenave        |           |                     |
| 1792      | 1795     | Jean Dupuy               |           |                     |
| 1795      | 1800     | Jean Destenave           |           |                     |
| 1800      | 1813     | Jean Dupuy               |           |                     |
| 1813      | 1822     | Pierre Brethous          |           |                     |
| 1822      | 1832     | Bernard Darriberre       |           |                     |
| 1832      | 1836     | Jean Duplantier          |           |                     |
| 1836      | 1843     | Sever Darthos            |           |                     |
| 1843      | 1865     | Bernard Darriberre       |           |                     |
| 1865      | 1888     | Auguste Dupouy           |           |                     |
| 1888      | 1904     | Gaston Dabat             |           |                     |
| 1904      | 1916     | Jean Baptiste Lamaignère |           |                     |
| 1916      | 1919     | Arnaud Bellocq           |           |                     |
| 1919      | 1941     | Joseph Bellocq           |           |                     |
| 1941      | 1944     | Paul Dabat               |           |                     |
| 1944      | 1947     | Joseph Bellocq           |           |                     |
| 1947      | 1953     | Jean de Lobit            |           |                     |
| 1953      | 1965     | Daniel Castaing          |           |                     |
| 1965      | 1977     | Henri Cevallier          |           |                     |
| 1977      | 2001     | Michel Lapeyre           |           | Retraité            |
| 2001      | 2008     | Henri Bancons            |           | Retraité            |
| mars 2008 | En cours | Benoît Bancons           | PS        | Exploitant agricole |

source : francegenweb.org[source insuffisante]

## Démographie
L'évolution du nombre d'habitants est connue à travers les recensements de la population effectués dans la commune depuis 1793. Pour les communes de moins de 10 000 habitants, une enquête de recensement portant sur toute la population est réalisée tous les cinq ans, les populations de référence des années intermédiaires étant quant à elles estimées par interpolation ou extrapolation. Pour la commune, le premier recensement exhaustif entrant dans le cadre du nouveau dispositif a été réalisé en 2005.

En 2022, la commune comptait 558 habitants, en évolution de +21,83 % par rapport à 2016 (Landes : +5,78 %, France hors Mayotte : +2,11 %).
| 1793 | 1800 | 1806 | 1821 | 1831 | 1836 | 1841 | 1846 | 1851 |
| ---- | ---- | ---- | ---- | ---- | ---- | ---- | ---- | ---- |
| 826  | 820  | 853  | 882  | 962  | 977  | 980  | 954  | 920  |

| 1856 | 1861 | 1866 | 1872 | 1876 | 1881 | 1886 | 1891 | 1896 |
| ---- | ---- | ---- | ---- | ---- | ---- | ---- | ---- | ---- |
| 982  | 930  | 960  | 895  | 872  | 895  | 871  | 860  | 776  |

| 1901 | 1906 | 1911 | 1921 | 1926 | 1931 | 1936 | 1946 | 1954 |
| ---- | ---- | ---- | ---- | ---- | ---- | ---- | ---- | ---- |
| 701  | 697  | 674  | 575  | 581  | 549  | 540  | 483  | 438  |

| 1962 | 1968 | 1975 | 1982 | 1990 | 1999 | 2005 | 2006 | 2010 |
| ---- | ---- | ---- | ---- | ---- | ---- | ---- | ---- | ---- |
| 502  | 449  | 406  | 420  | 402  | 384  | 397  | 415  | 476  |

| 2015 | 2020 | 2022 | - | - | - | - | - | - |
| ---- | ---- | ---- | - | - | - | - | - | - |
| 464  | 536  | 558  | - | - | - | - | - | - |

## Culture locale et patrimoine

### Édifices et sites
- Église Saint-Martin de Coudures.

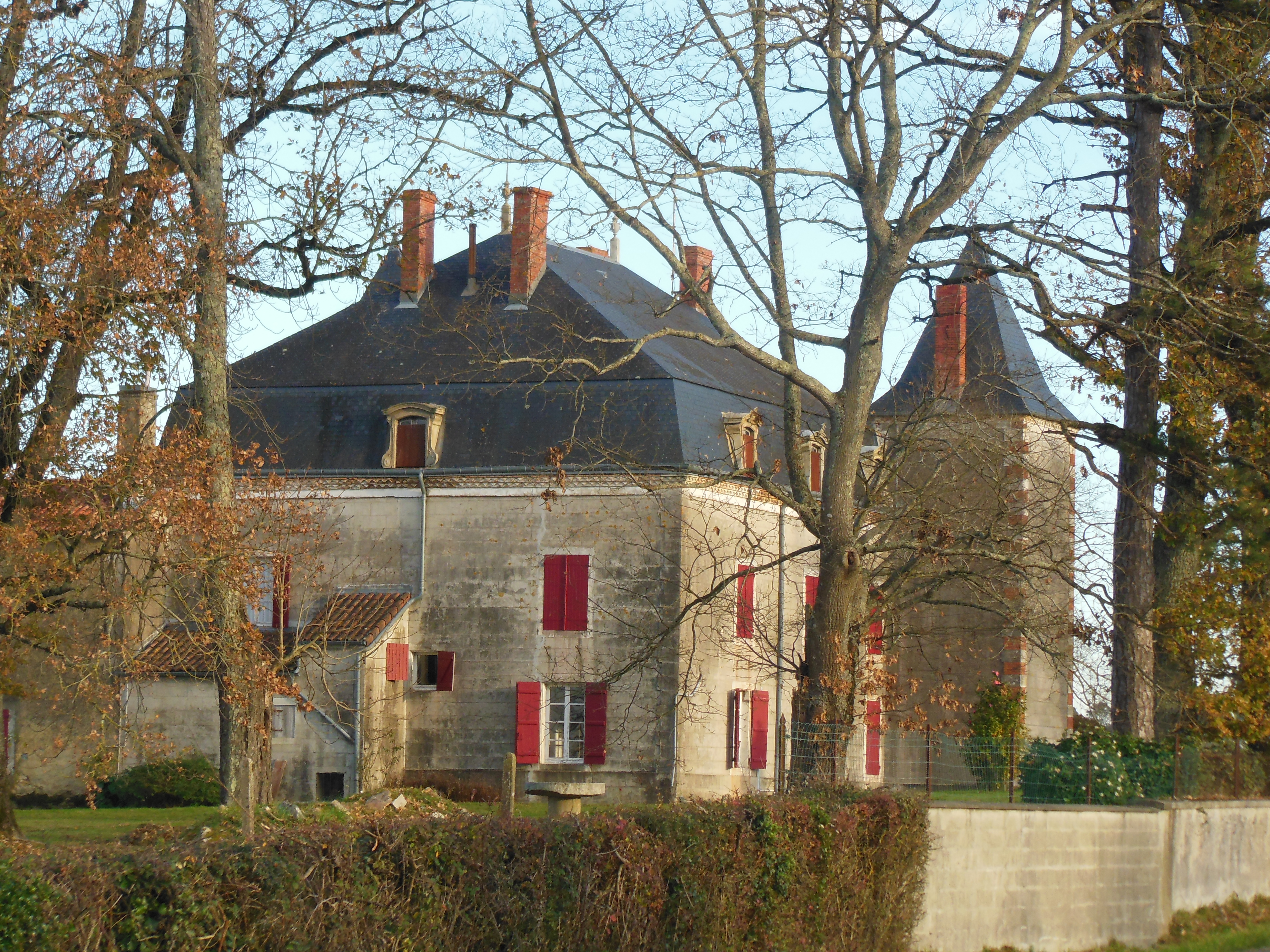
Château de Coudures.
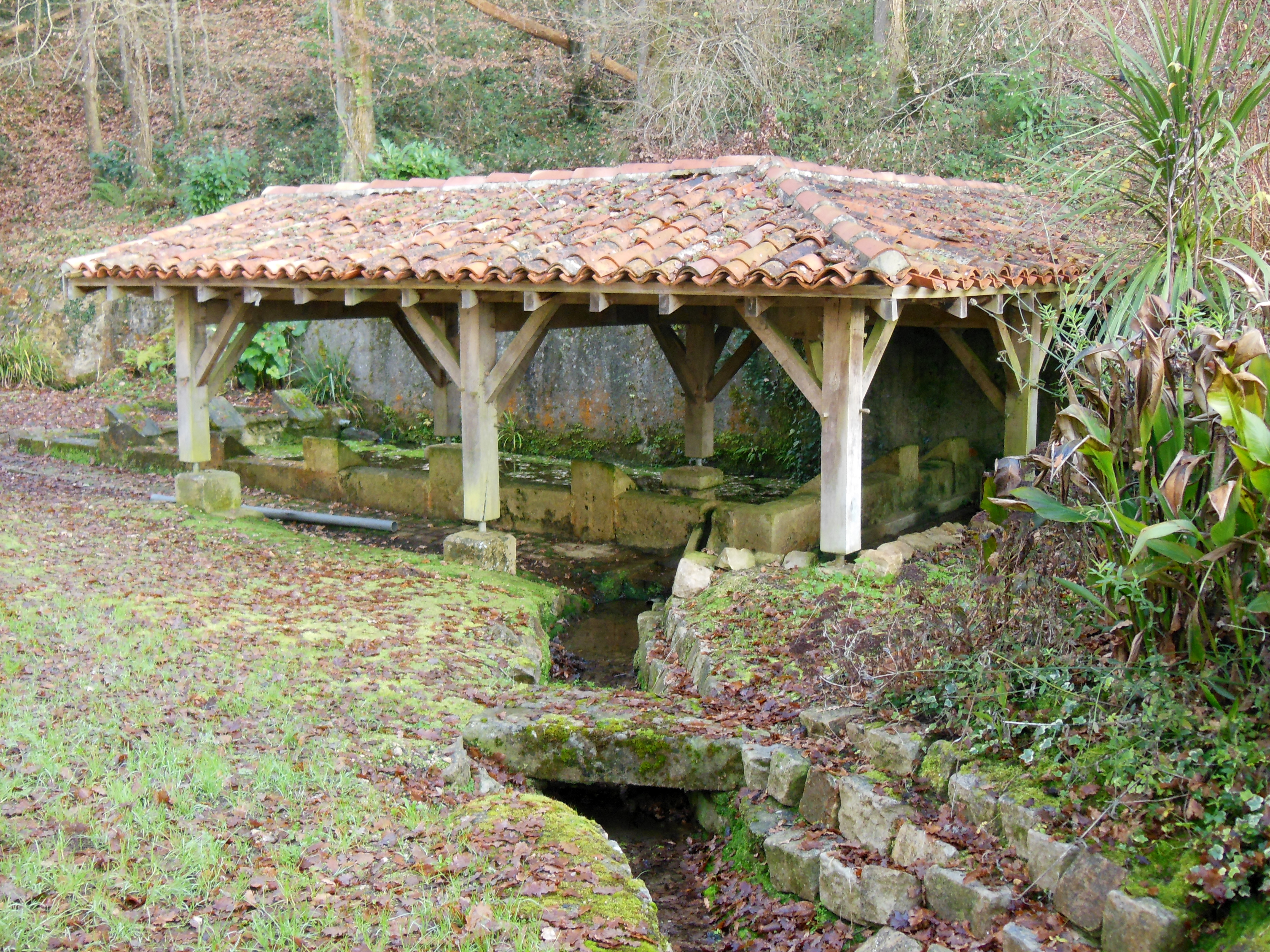
Lavoir de Coudures.
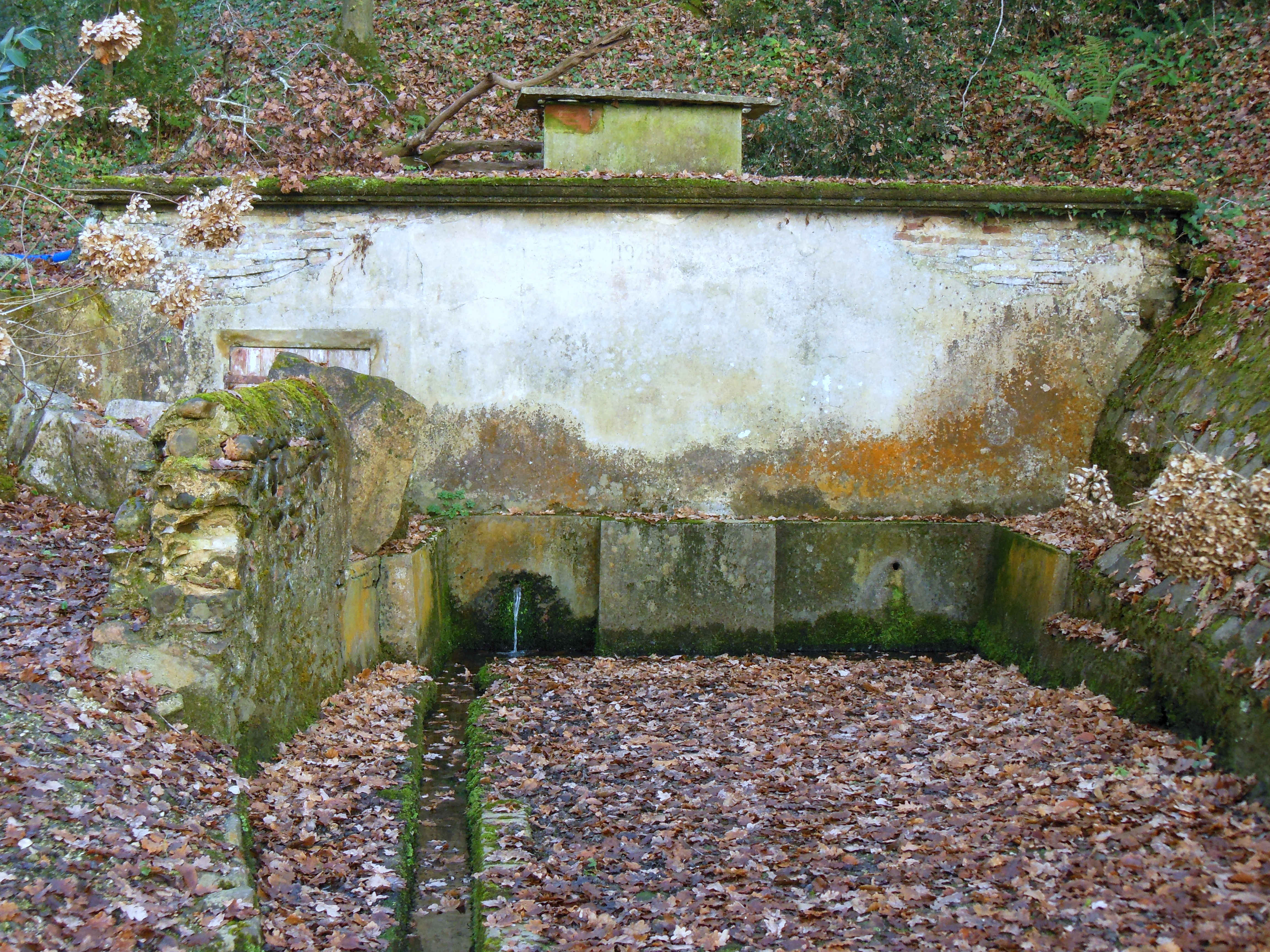
Source de Coudures.

### Personnalités liées à la commune
- Bernard d'Audijos.